# Диселенид осмия
Диселенид осмия — бинарное неорганическое соединение
осмия и селена
с формулой OsSe2,
кристаллы.

## Получение
- Сплавление стехиометрических количеств чистых веществ:

{\displaystyle {\mathsf {Os+2Se\ {\xrightarrow {T}}\ OsSe_{2}}}}

## Физические свойства
Диселенид осмия образует кристаллы
кубической сингонии,
пространственная группа P a3,
параметры ячейки a = 0,5945 нм, Z = 4
.